# Original Masters
| Críticas profissionais | Críticas profissionais |
| Avaliações da crítica  | Avaliações da crítica  |
| Fonte                  | Avaliação              |
| ---------------------- | ---------------------- |
| Allmusic               | 3 de 5 estrelas.       |

Original Masters é um coletânea da banda de rock britânica Jethro Tull lançada em novembro de 1985 pela Chrysalis Records.

## Faixas
1. "Living in the Past" – 3:18
2. "Aqualung" – 6:34
3. "Too Old to Rock 'n' Roll, Too Young to Die" – 5:38
4. "Locomotive Breath" – 4:23
5. "Skating Away on the Thin Ice of the New Day" – 3:28
6. "Bungle in the Jungle" – 3:34
7. "Sweet Dream" – 4:01
8. "Songs from the Wood" – 4:52
9. "Witch's Promise" – 3:47
10. "Thick as a Brick" – 3:00
11. "Minstrel in the Gallery" – 7:47
12. "Life's a Long Song" – 3:16